# Дом Благородного собрания

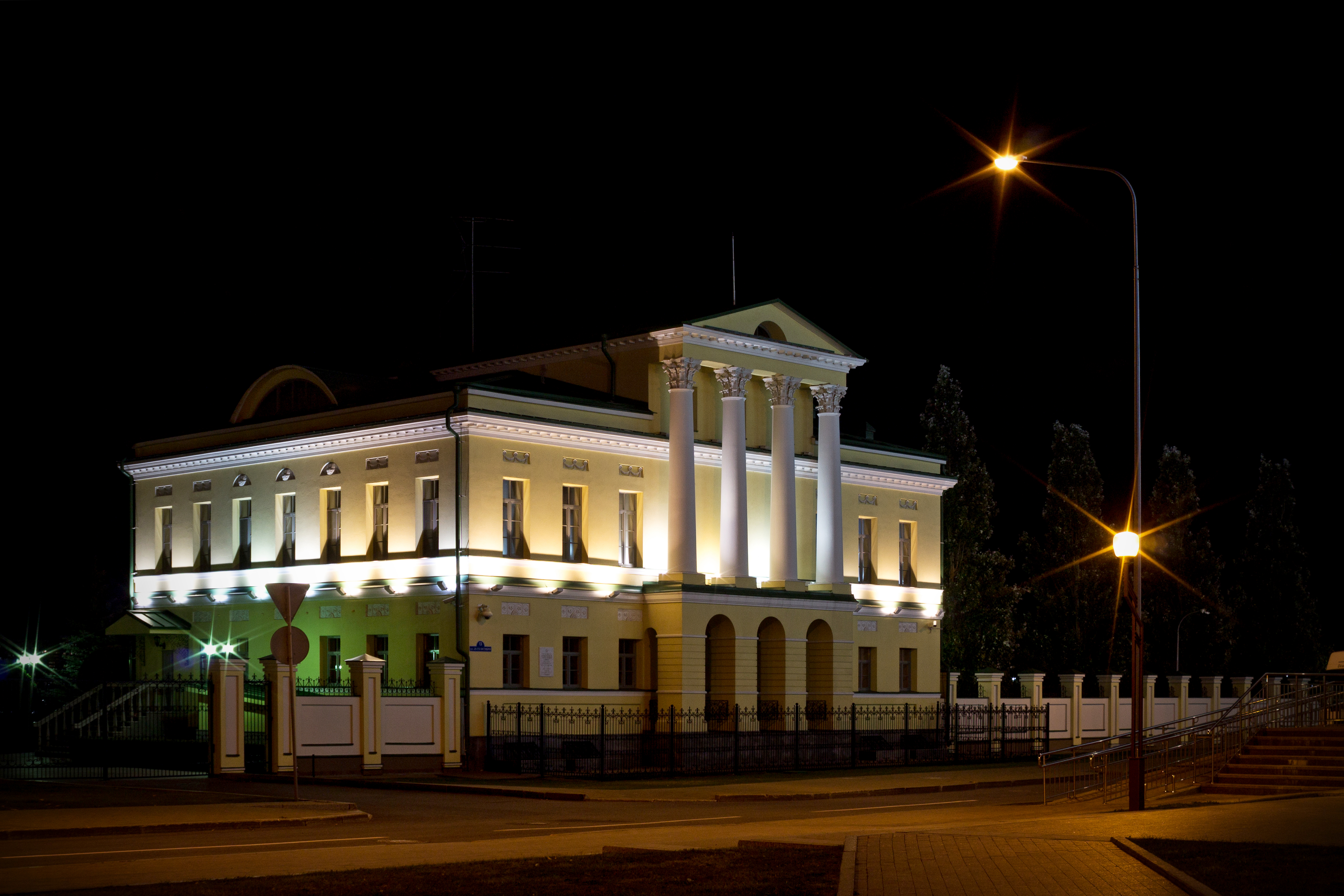

Дом Благородного собрания (Народный дом, Дом купца Прасолова) — особняк в Тюмени, расположен на берегу реки Туры на улице 25 октября в Центральном административном округе города. По Постановлению Совета Министров РСФСР № 1327, приложение 2, от 30.08.1960 г. здание было признано памятником архитектуры местного значения.

## История
Мнения о том, как было построено в Тюмени это здание, расходятся. По одной из версий оно было возведено в первой четверти XIX в. купцом Прасоловым в качестве жилого дома, а затем в нём расположилось Благородное собрание. Вторая версия утверждает, что дом строился купцом первой гильдии Семёном Михайловичем Трусовым в 1840-е гг. и с самого начала предназначался для высших слоёв общества тогдашней Тюмени — купцов и промышленников. Согласно третьей версии дом спроектировал архитектор Малышев в Тобольской строительной экспедиции в 1820-х гг. Все версии не отрицают, что дом был центром общественной и культурной жизни Тюмени XIX в.: здесь днём происходили деловые встречи, а вечером — балы. Это был своего рода элитарный клуб.
В 1869 г. дом стал выполнять совершенно иные функции: он стал пересыльным пунктом, когда сюда был переведён Приказ ссыльных. Здесь решалась их судьба — кому и на какую каторгу быть сосланным. За год через этот Приказ проходило до 15 тысяч человек.
В дальнейшем в здание переехали учреждение совестного суда приказа общественного призрения и общество трезвости. В конце XIX в. в этом доме начала работать бесплатная библиотека для простого народа. В библиотеке для горожан проводились чтение лекций, музыкально-литературные вечера, обучение грамоте. Из-за этого здание стало называться Народным домом.
1911 г. в истории здания ознаменовался тем, что здесь открылся первый в Тюмени вытрезвитель на 30 человек. До 1913 г. он был бесплатным, здесь тюменцев приводили в чувство рассолом и нашатырным спиртом.
В годы Великой Отечественной войны в 1941—1945 гг. в доме расположился эвакогоспиталь № 2475, о чём напоминает мемориальная табличка на фасаде. В дальнейшем в здании размещались различные комитеты. Существовала идея перевести сюда Дворец бракосочетания, но она была отклонена — в здании были слишком крутые лестницы, и существовал риск падения с неё женихов, которые несли невест на руках.
В конце XX в. начал разрушаться, после чего отсюда съехали все организации, и некоторое время пустовал. Однако во 2-м квартале 2002 г. здесь начались реставрационные работы.
Ныне дом полностью отреставрирован снаружи и изнутри, а местность около него облагорожена.
В настоящее время здесь размещается официальная резиденция тюменского губернатора.

## Описание
Дом построен как двухэтажный особняк в стиле классицизма с двумя портиками из четырёх колонн и мезонином. Один из двух равнозначных фасадов смотрит на реку Туру, второй на город. Портики установлены на массивные аркады, которые поддерживают антаблемент с фронтоном. Окна выполнены узкими и без наличников и карнизов, а карнизы всего здания имеют небольшой свес. Фасад украшен изящным лепным орнаментом, неглубокими шишками над окнами, узкими горизонтальными шишками в цоколе здания и дощатым рустом аркад.
Существует городская легенда, что от бывшего Дома Благородного собрания ведут подземные ходы к реке Туре.